# Aldona Sobczyk
Aldona Sobczyk (* 12. November 1979) ist eine ehemalige polnische Biathletin.
Aldona Sobczyk bestritt ihre ersten internationalen Rennen im Rahmen der Biathlon-Juniorenweltmeisterschaften 1999 in Pokljuka und wurde 40. des Einzels und 33. des Sprints. Das Verfolgungsrennen beendete sie nicht. Zum Auftakt der Saison 1999/2000 startete die Polin in Hochfilzen erstmals im Biathlon-Weltcup und wurde an der Seite von Magdalena Grzywa, Magdalena Gwizdoń und Anna Stera-Kustusz 13. eines Staffelrennens. In Pokljuka bestritt sie mit einem Sprint ihr erstes Einzelrennen, das sie als 78. beendete. Erste internationale Meisterschaft bei den Frauen wurden die Biathlon-Europameisterschaften 1999 in Ischewsk, bei denen Sobczyk im Staffelrennen mit Iwona Grzywa, Iwona Daniluk und Patrycja Szymura hinter der russischen und vor der norwegischen Staffel Silber gewann. Bei den Biathlon-Europameisterschaften 2000 in Kościelisko wurde Sobczyk 37. des Einzels, 30. des Sprints, 35. der Verfolgung und an der Seite von Iwona Grzywa, Magdalena Gwizdoń und Magdalena Grzywa Staffel-Sechste. Es folgte die Teilnahme an den Biathlon-Weltmeisterschaften 2000 am Holmenkollen in Oslo. Dort erreichte Sobczyk mit dem 47. Rang im Einzel zugleich ihr bestes Weltcup-Resultat, belegte im Sprint den 54. Rang und schied in der Verfolgung als überrundete Läuferin aus. Mit der Staffel in derselben Besetzung wie bei der Europameisterschaft wurde sie 12.

## Biathlon-Weltcup-Platzierungen
Die Tabelle zeigt alle Platzierungen (je nach Austragungsjahr einschließlich Olympische Spiele und Weltmeisterschaften).
- 1.–3. Platz: Anzahl der Podiumsplatzierungen
- Top 10: Anzahl der Platzierungen unter den ersten zehn (einschließlich Podium)
- Punkteränge: Anzahl der Platzierungen innerhalb der Punkteränge (einschließlich Podium und Top 10)
- Starts: Anzahl gelaufener Rennen in der jeweiligen Disziplin

| Platzierung         | Einzel | Sprint | Verfolgung | Massenstart | Team | Staffel | Gesamt |
| ------------------- | ------ | ------ | ---------- | ----------- | ---- | ------- | ------ |
| 1. Platz            |        |        |            |             |      |         |        |
| 2. Platz            |        |        |            |             |      |         |        |
| 3. Platz            |        |        |            |             |      |         |        |
| Top 10              |        |        |            |             |      |         |        |
| Punkteränge         |        |        |            |             | 1    | 2       | 3      |
| Starts              | 4      | 11     | 2          |             | 1    | 3       | 21     |
| Stand: Karriereende |        |        |            |             |      |         |        |